# Mali Viknînî, Zbaraj
Mali Viknînî (în ucraineană Малі Вікнини) este un sat în comuna Velîki Viknînî din raionul Zbaraj, regiunea Ternopil, Ucraina.

## Demografie
Componența lingvistică a localității Mali Viknînî
     Ucraineană (99,38%)
     Alte limbi (0,62%)
Conform recensământului din 2001, majoritatea populației localității Mali Viknînî era vorbitoare de ucraineană (99,38%), existând în minoritate și vorbitori de alte limbi.